# 미르초등학교
미르초등학교(미르初等學校)는 대한민국 세종특별자치시가 교육기본법에 따라 설치한 초등학교이다.

## 학교 연혁
- 2014년 3월 1일 : 개교
- 2014년 3월 1일 : 초대 신명희교장 부임
- 2014년 5월 27일 : 미르초등학교 - 세종천연가스발전소 교육기부 MOU 체결
- 2014년 9월 22일 :  미르초등학교 - 세종우체국 교육기부 MOU 체결
- 2014년 9월 1일 ~  2015년 2월 28일 : 미래창조과학부 한국창의재단 주관 S/W시범학교 운영(전국초등22개)
- 2014년 11월 12일 : 국내최초 MS, 쇼케이스 학교선정
- 2014년 11월 30일 : 방과후학교 유공기관 교육감 표창
- 2015년 2월 13일 : 제1회졸업식(남62,여 63, 계 125명
- 2015년 2월 17일 : 한국국악협회 세종지부-미르초등학교 교육기부 MOU 협약식
- 2015년 3월 1일 : 33학급 편성, 세종 혁신학교 지정.운영(2015.3.1 ~ 2019.2.28)
- 2015년 3월 7일 : 제1회 교육부장관상 전국 학생한자능력경진대회 단체우수상(초등 1,2부)
- 2015년 9월 10일 : 제5회 전국학교 페스티벌참가(예술동아리 부문: 밴드부)
- 2015년 10월 13일 : 전국추계 3 on 3미니 플로어볼 대회 전국우승(초등남자부)
- 2015년 9월 ~ 11월  : 교육감배 스포츠클럽대회  7종목 우승(플로어볼 남.여/농구 남.여/플라잉디스크 남)
- 2015년 11월 30일 :  MS. 쇼케이스 학교(Microsoft Showcase School)운영 공로패 수상
- 2016년 1월 22일 : 2015 교육부,전국 학사운영 실내화 우수학교 사례발표
- 2016년 2월 5일 : 제2회 졸업식(남68,여75 합 143명 누계 268명)
- 2016년 3월 1일 : 37학급편성 혁신학교 2년차,S/W 선도학교 2년차운영
- 2016년 3월 11일 : 미르초 - 이마트(세종점) 교육기부 MUO 체결
- 2016년 3월 24일 : 미르초 - KBE하나은행 교육기부 MUO 체결
- 2016년 12월 6일 : 제17회 전국아름다운 학교상 최우수상(교육감) 수상
- 2016년 2월 10일 : 제3회졸업식(남67,여 73, 계 140명,누계:408명)
- 2017년 3월 1일 : 38학급편성 세종혁신학교 (3년차),MS 쇼케이스학교,S/W 선도학교
- 2017년 3월 24일 : 미르초 - KDI(한국교육개발원) 교육기부 MUO 체결
- 2017년 6월 13일 : 미르초 학생(4학년)과 시장님과의 대화

## 참고 자료
- 미르초등학교 - 한국교육학술정보원 학교알리미